# Lelisa Desisa
Lelisa Desisa, né le 14 janvier 1990, est un athlète éthiopien spécialiste des courses de fond, vainqueur notamment du marathon de Boston en 2015, du marathon de New York en 2018, et des championnats du monde 2019.

## Biographie
En janvier 2013, Lelisa Desisa participe à son premier marathon à Dubaï, course qu'il remporte en 2 h 04 min 45 s. Quelques mois plus tard, il s'aligne sur le 117e marathon de Boston et s'impose une nouvelle fois, en 2 h 10 min 22 s,,. Il a offert sa médaille de vainqueur aux habitants de la ville frappée par les attentats du marathon de Boston.

### Palmarès
| Date | Compétition                            | Lieu     | Résultat | Épreuve             | Performance     |
| ---- | -------------------------------------- | -------- | -------- | ------------------- | --------------- |
| 2010 | Championnats du monde de semi-marathon | Nanning  | 7e       | Course individuelle | 1 h 01 min 28 s |
| 2010 | Championnats du monde de semi-marathon | Nanning  | 3e       | Par équipes         | 3 h 05 min 26 s |
| 2011 | Jeux africains                         | Maputo   | 1er      | Semi-marathon       | 1 h 04 min 31 s |
| 2013 | Marathon de Dubaï                      | Dubaï    | 1er      | Marathon            | 2 h 04 min 45 s |
| 2013 | Marathon de Boston                     | Boston   | 1er      | Marathon            | 2 h 10 min 22 s |
| 2013 | Championnats du monde                  | Moscou   | 2e       | Marathon            | 2 h 10 min 12 s |
| 2014 | Marathon de New York                   | New York | 2e       | Marathon            | 2 h 11 min 06 s |
| 2015 | Marathon de Boston                     | Boston   | 1er      | Marathon            | 2 h 09 min 17 s |
| 2016 | Marathon de Boston                     | Boston   | 2e       | Marathon            | 2 h 13 min 32 s |
| 2017 | Marathon de New York                   | New York | 3e       | Marathon            | 2 h 11 min 32 s |
| 2018 | Marathon de New York                   | New York | 1er      | Marathon            | 2 h 5 min 59 s  |
| 2019 | Championnats du monde                  | Doha     | 1er      | Marathon            | 2 h 10 min 40 s |

### Records
| Épreuve   | Épreuve       | Performance     | Date             | Lieu      |
| --------- | ------------- | --------------- | ---------------- | --------- |
| Plein air | 5 000 m       | 13 min 22 s 91  | 9 juin 2012      | Lille     |
| Plein air | 10 000 m      | 27 min 11 s 98  | 27 mai 2012      | Hengelo   |
| Plein air | Semi-marathon | 59 min 30 s     | 27 novembre 2011 | New Delhi |
| Plein air | Marathon      | 2 h 04 min 45 s | 25 janvier 2013  | Dubaï     |